# Friedrich-Werner von der Schulenburg
Friedrich-Werner Graf von der Schulenburg (20 de noviembre de 1875 - 10 de noviembre de 1944) fue un noble y diplomático alemán. Fue el último embajador en la Unión Soviética antes de la Operación Barbarossa y fue miembro de la Resistencia alemana al nazismo, motivo por el cual fue ejecutado.

## Biografía
Nació en Kemberg, en la provincia de Sajonia siendo hijo del conde Bernhard von der Schulenburg, estudió leyes en Lausanne, Múnich y Berlín uniéndose al servicio diplomático en 1901. Fue vicecónsul en Barcelona, y luego en Lviv, Praga, Varsovia y Tiflis. 
En la Primera Guerra Mundial sirvió en el Reichsheer y combatió en la batalla del Marne; posteriormente actuó en el frente armenio como nexo con los otomanos. Recibió la Cruz de Hierro y hacia el final de la contienda fue capturado por los ingleses que lo internaron en la isla Prínkipo. Regresó a Alemania al terminar la guerra y reingresó al servicio diplomático de la República de Weimar, siendo nombrado embajador alemán en Beirut. En 1930 compró el palacio Burg Falkenberg, en el Alto Palatinado, para su retiro. 
Durante el periodo de entreguerras sirvió también como diplomático en Teherán y Bucarest. En 1934, se unió al Partido Nazi, año en el que fue nombrado embajador del Tercer Reich en la Unión Soviética, y desde este cargo favorecía un pacto entre ambos estados, apoyando los esfuerzos del ministro nazi Joachim von Ribbentrop para celebrar el Pacto nazi-soviético de 1939. Al ocurrir la  invasión soviética de Polonia el 17 de septiembre de ese mismo año, y pese a que desde el 1 de septiembre Alemania también estaba en guerra con dicho país, Schulenburg auxilió a los diplomáticos polacos para abandonar la URSS, evitando que fueran arrestados por las autoridades soviéticas.
El gobierno alemán no le informó a Schulenburg sobre la Operación Barbarroja. Después de la invasión alemana contra la URSS de junio de 1941 (de la que se enteró únicamente hasta horas antes), el ministro de Relaciones Exteriores Joachim von Ribbentrop le envió un telegrama donde justificaba la invasión para que lo leyera a Viacheslav Mólotov, Comisario del Pueblo de Asuntos Exteriores soviético. Tras la declaración de guerra, von der Schulenburg fue internado por las autoridades soviéticas y enviado a Turquía, donde fue intercambiado por el embajador soviético en Berlín Vladímir Dekanózov, y de ahí regresó hacia Alemania. Ya en su país, Schulenburg planea negociar un pacto de no agresión con Stalin, al estar convencido de que el ataque alemán a la URSS resultará en un completo fracaso, paulatinamente se involucra con los líderes de la oposición alemana y se integra en el antinazi Círculo de Kreisau. Como resultado de su intensa actividad, en los planes del complot para derrocar a Hitler es visto como probable ministro de exteriores del nuevo gobierno post-nazi.
Al fallar el complot del 20 de julio, Schulenburg fue arrestado, enjuiciado, y condenado a muerte por alta traición por el infame juez nazi, Roland Freisler. Fue ahorcado el 10 de noviembre de 1944 en la prisión de Plötzensee, en Berlín.

## Vida personal
De 1908 a 1910 estuvo casado con Elisabeth von Sobbe (1875-1955) y tuvo una hija, Christa-Wernfriedis Hanna Margarete Engelberta Gräfin von der Schulenburg (1908-1982?).